# NTTドコモのイメージキャラクター
本記事では、NTTドコモのイメージキャラクターについて各地域分社時代を含めて詳細に説明する。

## 現在のキャラクター
- 綾瀬はるか（企業全体のイメージキャラクター）
- 石原さとみ[注 1]

## その他のキャラクター
- ドコモダケ：ドコモのマスコットキャラクター。2005年1月に誕生し、現在も出演中。
  - 「ドコモ田家」シリーズについては、「ドコモダケ#ドコモ田家」の項を参照。
- 佐藤健[注 2] - Style 20、5G
- King Gnu - 5G
- 森七菜 - ahamo
- 神尾楓珠 - ahamo
- 浜辺美波 - dポイント、ポイ活[注 3]
- 髙橋ひかる - home 5G
- 奈緒 - はじめてスマホプラン、ドコモU18割
- ポインコ兄弟：dポイント、ポイ活（2015年12月 - ）
  - ポインコ兄弟：dポイントのマスコットキャラクター（インコ）。声はロッチ（中岡創一、コカドケンタロウ）が担当[1]。ポイ活のCMでは本人達が顔出し出演している。
  - 他に、ゴールドポインコ様（声優は不明）や、ポインコ師匠、ポインコハカセ、ポインコネェさん、ポインコプリンス、ポインコぼうや、ポインコ番長もいる[2]

『僕の爆アゲ・ロマンチシズム』
2023年5月11日より配信を開始した、同日発売のスマートフォン「Google Pixel 7a」および同年4月より開始したサービス特典「爆アゲ セレクション」を主題としたWebドラマ。テーマ曲にはMrs. GREEN APPLEの楽曲「ロマンチシズム」が使用されている。
- きょん（コットン） - 主人公・僕 役
- 泉里香 - 憧れの先輩 役
- 小柳友 - 得意先 役
- 西村真二（コットン） - 会社の同僚 役

### 地域限定イメージキャラクター
- 2008年7月のNTTドコモ及び地域8社の統合後は、地域限定CMはほとんど作られなくなり全国版のCMのみになっているが、一方で東北など一部のエリアで、通信エリアの充実をテーマにした地域限定CMが、統合後も引き続き制作・放送されている。
  - 東海エリアでは統合前までは木佐彩子・北乃きいが出演していた上記テーマのCMを、統合後も出演者を替えて新バージョンとして引き続き放送していたが、爆笑問題が出演する全国共通版が開始され、そのCMに切り替わった。

### NTTドコモ向け各端末メーカーキャラクター
シャープ製端末キャラクター
- 北島康介（AQUOS ZETA SH-01G）
- 竹野内豊・志尊淳（AQUOS Rシリーズ・AQUOS Senceシリーズ）

富士通製端末キャラクター
- 大竹しのぶ（らくらくホンシリーズ）[注 4]
- 小栗旬・山田孝之（arrowsシリーズ、2017年12月 - ）

Google製端末キャラクター
- フワちゃん（Google Pixel 7a）

サムスン電子製端末キャラクター
- ME:I（Galaxy S24 Ultra・Galaxy Z Flip6・Galaxy S25 Ultra、2024年4月 - ）[4][5][6]

## 過去のイメージキャラクター

### NTTドコモグループイメージキャラクター

#### みつけよう、新しい答え。WITH YOUR HAPPINESS
- 2020年10月より、「みつけよう、新しい答え。WITH YOUR HAPPINESS」をメインテーマに掲げ、学校を舞台に新たなCMシリーズを展開。前CMシリーズの出演者がほとんど続投されている。

### 出演者
- 星野先生（国語） - 星野源
- 新田先生（英語） - 新田真剣佑
- 長谷川先生（化学） - 長谷川博己
- 浜辺先生（数学） - 浜辺美波
- 橋本先生（保健室） - 橋本環奈

#### 星キャラプロダクション
- 2018年9月より、「みんなを、ドまんなかに。WITH YOUR STORY」をメインテーマに掲げ、「星キャラプロダクション」（通称「星プロ」）と、星プロが所在する「キャラまち」を舞台に新たなCMシリーズを展開。新田、長谷川、浜辺が星プロ所属キャラクター、星野が星プロのプロデューサー役で出演する。

##### 出演者
星プロ
- ドニマル - 新田真剣佑
- コスモフ - 長谷川博己
- モンジュウロウ - 浜辺美波
- 星あゆむ - 星野源

ドコモのキャッシュレス決済
- ゼニクレージー - 光石研

星プロダンスバトル
- AKIRA - EXILE AKIRA
- NAOTO - 小林直己[注 5]
- GUN - 岩田剛典[注 6]
- MANDY - 関口メンディー[注 7]
- REO - 佐野玲於[注 8]

キャラ・オーディション
- MCエグチ - 江口洋介[注 9]
- MCカンナ - 橋本環奈[注 10]
- ライト ナインティナイン - ナインティナイン（岡村隆史・矢部浩之）[注 11]
- 白鳥美麗 - 渡辺直美[注 12]
- TT兄弟（WEB限定ムービー ） - チョコレートプラネット
- スマホーダー - 寺田心[注 13]
- 天使ちゃん - 山里亮太

dd兄弟編（WEB限定ムービー 星プロの買い物編も含む）。
- dd兄弟 - チョコレートプラネット

#### ドコモ、得ダネ
- 2015年4月より、「ドコモ、得ダネ」として新たなCMシリーズを展開。堤・綾野・高畑が「新聞記者」役として出演[注 14]。

##### 出演者
記者役
- 堤真一 - 堤真一 - 「Answer」シリーズ以来のドコモCM出演
- 綾野剛 - 綾野剛
- 高畑充希 - 高畑充希

取材される側ほか
- 高橋英樹
- 高橋真麻
- 川藤幸三
- 角野卓造
- 近藤春菜（ハリセンボン） - 綾野の取材中に角野が父親だったことが発覚し、また取材がきっかけで綾野と結婚するという展開になる。
- 斎藤司（トレンディエンジェル） - カメラマン役。結婚式場スタッフだったが、綾野と近藤の結婚式がきっかけで綾野と意気投合し、取材にも参加する。
- 秋山竜次（ロバート） - ドコモショップ店員役。
- SHISHAMO - ドコモの学割（2017年度）
- ［Alexandros］ - 同上
- 欅坂46 - ドコモの学割（2018年度）、ハピチャン
- 箕輪はるか（ハリセンボン） - 角野が出店したラーメン屋のパートとして登場し、その後角野と結婚するという展開となる。
- ブルゾンちえみ - 綾野の妹として登場。
- コシノジュンコ - 綾野の母親として登場。
- 加藤一二三 - 堤、綾野、高畑が所属する会社の会長として登場。
- 中条あやみ - dポイント

写真での出演
- ランディ・バース
- 掛布雅之 (白戸彩の変声役としてソフトバンクの白戸家に声の出演経験がある)
- 岡田彰布（放映当時59歳以下）

#### 2014年5月からのCM
- 2014年5月14日より、「walk with you」に変わる新たなCMシリーズを展開し、渡辺・堀北・石原らが引き続き出演する他、新たなキャラクターも登場していた。また渡辺・堀北らは「スマートフォン」役を演じていたが、「人間」役になっていた。

##### 主な登場人物（2014年5月～）
出演者はそれぞれ何らかの形で誰かと共演しているが、役柄・設定・共演者との関係については放映開始時点で多くは語られておらず、謎のままとなっている。
- 渡辺謙
- 堀北真希
- 石原さとみ
- 松坂桃李
- 東出昌大
- 古田新太
- 勝地涼
- 黒島結菜
- すみれ
- 高橋ユウ
- オダギリジョー
- ダース・ベイダー
- ワン・ダイレクション

#### walk with you
- 2010年5月11日より開始したキャンペーン。旧称は「ひとりと、ひとつ。 walk with you」。2011年6月に現在の名称に改名された。

##### 主な登場人物
役回りの多い人物などはわけて記述する。
岡田将生
パートナーのケータイは渡辺謙。
堀北真希
パートナーのケータイは木村カエラ。
また2011年からはこれまでの携帯電話の持ち主役から一転し、渡辺謙らと同様にスマートフォン役を演じている。
- 堀北真希は前シリーズ Answer から引き続き出演し、アンサーハウスでは STYLEルーム住人役 だった。

東城拓馬（演：斎藤工）
west wood river corporation 代表取締役社長。渡辺大知とともに「名刺篇」でスマートフォンの持ち主と名刺交換した取引先の社長役として渡辺謙と共演する。
オダギリジョー
「謙さんとジョー」で登場。パートナーのケータイは渡辺謙。
- オダギリジョーはかつて富士通製ドコモ端末のCMに出演していた。

##### 主なケータイ役
ダース・ベイダー（声：大平透）
ティザーキャンペーン「Who is my boss?」では、所有者を探していた。その「Who is my boss?」に於いてダース・ベイダーが探し当てたbossは阿部サダヲであり、このCMからwalk with youシリーズも続けて共演している。
渡辺謙とともに、「スマフォミーティング篇」以降から、演じる役が携帯電話からスマートフォンに変わる。
ダース・ベイダーを演じたのはドコモの社員であり、第50回ACC CM Festivalにおいて演技部門賞を受賞している。
渡辺謙
「岡田と謙さん 篇」で岡田将生のケータイとして登場。「防水篇」で着信音として クレイジーケンバンド の『タイガー&ドラゴン』を雨に濡れながら力を込め唄っている姿が話題になる。
ダース・ベイダーとともに、「スマフォミーティング篇」以降から、演じる役が携帯電話からスマートフォンに変わる。
「Beeカラ篇」で新井浩文（とある町工場の所長役）とともに、ギターを弾きながらTHE BLUE HEARTSの『情熱の薔薇』を唄っている。尚BeeカラはBeeTVが提供しているミュージックコンテンツである。
木村カエラ
「堀北とカエラ 篇」で堀北真希のケータイとして登場。
携帯電話役を演じた時はCMソングだった持ち歌『Ring a Ding Dong』や『A winter fairy is melting a snowman』を着信音として自ら口ずさんでいた。
- 木村カエラは、ドコモCM出演前はボーダフォン（現：ソフトバンク）やKDDI ひかりone のCMに出演していた。

堀北真希
#主な登場人物を参照。
布袋寅泰
「Xi2割 / とあるプレゼンテーション篇」で、タブレット役として登場。
坂口憲二
「プラスXi割 / タブレット家族篇」でタブレット役として登場。
- 坂口憲二はかつてFOMA 900iシリーズのイメージキャラクターを務めていた。また2011年4月よりドコモ一社提供番組『夢の扉+』（TBS系）でナレーションを担当している。

青島俊作（演：織田裕二）
スマートフォン役。
「NOTTV見るならドコモのスマホ篇」映像内では青島俊作演じる織田裕二の持ち歌『Love Somebody』を着信音として自ら口ずさんでいた。当時、BeeTVで『係長 青島俊作 THE MOBILE 事件は取調室 で起きている!』を配信していたことによるコラボ。
桑田佳祐
「桑田佳祐×ドコモ2012冬」篇では劇中でスマートフォン役とライブステージで唄う本人役の2役を演じている。2012年11月16日からのCM公開前に2012年11月14日 - 15日にさいたまスーパーアリーナで行われた「桑田佳祐 LIVE TOUR 2012 I LOVE YOU -now&forever-」公演内のスクリーンで同CMが放映された。
松坂桃李
「涙」篇・「夏の想い出」篇・「夜の街」篇で女性（役者不明）のスマートフォン役として登場。

##### CM
- ケータイ役は、携帯電話役だけでなく、スマートフォン役やタブレット役も含む

| 放映時期       | 篇名                                                              | 出演者                                                    | 出演者 （ケータイ役）       |
| -------------- | ----------------------------------------------------------------- | --------------------------------------------------------- | --------------------------- |
| 2010年5月11日  | 岡田と謙さん 篇                                                   | 岡田将生 三枝こころ                                       | 渡辺謙                      |
| 2010年5月18日  | 堀北とカエラ 篇                                                   | 堀北真希                                                  | 木村カエラ                  |
| 2010年6月7日   | サダヲと、ベイダー 篇                                             | 阿部サダヲ                                                | ダース・ベイダー            |
| 2010年6月15日  | 防水 篇                                                           | 岡田将生 マーク                                           | 渡辺謙                      |
| 2010年6月21日  | i Bodymo 篇                                                       | 堀北真希                                                  | 木村カエラ                  |
| 2010年7月23日  | iD 篇                                                             | 岡田将生                                                  | 渡辺謙                      |
| 2010年9月3日   | スマフォミーティング 篇                                           |                                                           | 渡辺謙 ダース・ベイダー     |
| 2010年10月28日 | GALAXY Days 篇                                                    | 阿部サダヲ 岸田繁 青山レイラ ミサト 田村健太郎 木下レイナ | ダース・ベイダー            |
| 2010年11月26日 | タブレット 篇                                                     | 岡田将生 瀬戸朝香                                         | 渡辺謙                      |
| 2010年12月13日 | リマインド 篇                                                     | 堀北真希 阿部サダヲ                                       | 木村カエラ ダース・ベイダー |
| 2011年1月31日  | 上京 篇                                                           | 朝倉あき 石野真子 小倉一郎 高橋努 野口真緒                | 渡辺謙                      |
| 2011年3月11日  | 名刺 篇                                                           | 渡辺大知 斎藤工                                           | 渡辺謙                      |
| 2011年7月2日   | 堀北はじめまして 篇                                               | 長田成哉 並樹史朗 長野里美                                | 堀北真希                    |
| 2011年8月4日   | Beeカラ 篇                                                        | 新井浩文 大橋るみ子                                       | 渡辺謙                      |
| 2011年8月21日  | 「女子向けスマホ」 ray 篇                                         | 神田実咲 kazumi 西原亜美                                  | 堀北真希                    |
| 2011年9月17日  | 女子とだって 篇                                                   | 市川実日子                                                | 堀北真希                    |
| 2011年10月20日 | 冬COMING SOON（男性ver） 篇                                       | 太賀                                                      | 渡辺謙                      |
| 2011年10月20日 | 冬COMING SOON（女性ver） 篇                                       | 三枝こころ                                                | 渡辺謙                      |
| 2011年11月17日 | 謙さんとジョー / 登場 篇                                          | オダギリジョー                                            | 渡辺謙                      |
| 2011年11月24日 | 謙さんとジョー / Xi高速 篇                                        | オダギリジョー                                            | 渡辺謙                      |
| 2011年11月24日 | 謙さんとジョー / dマーケット 篇                                   | オダギリジョー                                            | 渡辺謙                      |
| 2011年12月1日  | 謙さんとジョー / Xi定額 篇                                        | オダギリジョー                                            | 渡辺謙                      |
| 2011年12月4日  | 謙さんとジョー / デコメ絵文字pop 篇                               | オダギリジョー                                            | 渡辺謙                      |
| 2011年12月9日  | お客様満足度No.1 篇                                               | 大橋るみ子                                                | 渡辺謙 堀北真希             |
| 2012年1月1日   | 「母から、娘へ。」 篇                                             | 伊藤歩                                                    | 堀北真希                    |
| 2012年1月1日   | 「娘から、父へ。」 篇                                             | 大杉漣                                                    | 堀北真希                    |
| 2012年1月1日   | 「父から、息子へ。」 篇                                           | 染谷将太                                                  | 堀北真希                    |
| 2012年2月1日   | ドライブネット / シュッパツ! 篇                                   | 染谷将太 中村蒼                                           | 渡辺謙                      |
| 2012年2月1日   | 「夢と魔法の世界へ」 篇                                           | 長谷部瞳                                                  | 堀北真希                    |
| 2012年3月28日  | Xi2割 / とあるプレゼンテーション 篇                               | 木村文乃 岩松了                                           | 渡辺謙 布袋寅泰             |
| 2012年5月5日   | プラスXi割 / タブレット家族 篇                                    | 瀬戸朝香 横江泰宣 渡邉このみ                              | 坂口憲二                    |
| 2012年8月15日  | NOTTV見るならドコモのスマホ 篇                                    | 古田新太 ほっしゃん。                                     | 青島俊作                    |
| 2012年11月16日 | 「桑田佳祐×ドコモ2012冬」 篇                                      | 清水くるみ                                                | 桑田佳祐                    |
| 2012年12月18日 | 川辺の二人 篇                                                     | 野村周平                                                  | 堀北真希                    |
| 2013年6月1日   | LTE 「Strong.本田さんと謙さん」 篇                                | 本田圭佑                                                  | 渡辺謙                      |
| 2013年8月1日   | dヒッツ 「涙」 篇 dヒッツ 「夏の想い出」 篇 dヒッツ 「夜の街」 篇 | 石原さとみ                                                | 松坂桃李                    |
| 2013年10月12日 | LTE 「Strong.村田さんと謙さん」 篇                                | 村田諒太                                                  | 渡辺謙                      |
| 2013年11月1日  | d fashion 「メンズ」 篇                                           | 鈴木伸之 石橋杏奈 板尾創路                                | 松坂桃李                    |
| 2013年11月1日  | d fashion 「レディース」 篇                                       | 石橋杏奈 鈴木伸之 板尾創路                                | 堀北真希                    |

- 「女子向けスマホ」ray とはソニー・エリクソン・モバイルコミュニケーションズ（現・ソニーモバイルコミュニケーションズ）が発売する2011年夏最新モデルのスマートフォン、Xperia ray SO-03C。コンセプトは My Little Xperia 「手のひらに、プレミアムを」。サイズ（コンパクトスリム）・デザイン・カラーにこだわりのあるユーザーがターゲット。
- 「女子とだって篇」はAndroid Market セールスプロモーションCM、劇中でVirtuaFitter試着室 / 眉美人 / 滑舌チェッカーというアプリが紹介されている。
- 「冬COMING SOON篇」は2011年冬商戦に向けて今までの「防水」「おサイフ携帯」など基本機能が使用出来る携帯をおさえながら常に新しいことにチャレンジし前に進む「新世代→SMARTPHONE」を掲げるメッセージCMである。
- 「謙さんとジョー / 登場篇」は「新世代→SMARTPHONE」をテーマとした冬商戦CM。劇中で登場する携帯はGALAXY S II LTE SC-03Dを使用している。
- 「謙さんとジョー / Xi高速篇」は2011年冬商戦の目玉であるXi（クロッシィ）についてまた、「謙さんとジョー / dマーケット篇」は2011年11月18日から提供が始まったスマートフォン向けの新しいコンテンツ、VIDEO・MUSIC・BOOK・アプリを扱うマーケットの告知CMとなっている。
- Xi定額はXi対応スマートフォンの販売と同時に2011年11月24日から提供が始まる。
- デコメ絵文字popは2011年11月18日からドコモが提供を始めたサービスでデコメ絵文字やデコメピクチャの機能がさらに広がる。Android OS 2.2以上、spモードメールバージョン5200に更新しなければ使用することが出来ない。非対応機種はL-04C・L-06C・SC-04D。
- 「お客様満足度No.1篇」では2010年 - 2011年の顧客満足度2年連続第1位を獲得したことを発表し、ドコモサービス「ケータイてんけん」を紹介している。
- 「母から、娘へ。」以下3篇は2012 New Year Special CMとして放映する。
- 「ドライブネット / シュッパツ!篇」では 「ドライブネット」 / 「ドライブネットクレイドル01」を紹介している。
- 「夢と魔法の世界へ」篇は2012年2月1日、The Walt Disney Japan・NTT docomo共同で新ブランド「Disney Mobail on docomo」[10]を立ち上げることを告知した。劇中で登場する携帯はF-08D[11]を使用している。
- 「Xi2割 / とあるプレゼンテーション篇」Xi2割キャンペーンを伝える目的として制作された作品である[12]。
- 「プラスXi割 / タブレット家族篇」では父が使用しているタブレットを家族で仲良くシェアし、それぞれの用途に合ったアプリや機能などを楽しんでいる様子が描かれている。
- 「NOTTV見るならドコモのスマホ篇」ではNOTTV[13]の紹介とNOTTVで放送される係長青島俊作2〜事件はまたまた取調室で起きている!〜の告知CMとなっている。同CMはスマートフォン・青島俊作（織田裕二）、刑事（古田新太）、犯人（ほっしゃん。）の配役で物語が進んでいく。
- 2011年7月以降、メインキャラクターとして引き続き出演しているのは渡辺謙と堀北真希の2人のみで、ダース・ベイダーは新製品発売イベントに登場することはあるがCMには出演していない。渡辺謙と堀北真希は2011年7月の時点で、まだ一度もCMで共演したことがなかったが、同年12月より放送のお客様満足度No.1篇で初共演を果たす。
- 「dマーケット」の新しいコンテンツとして「dショッピング」が2012年12月19日に誕生した。「川辺の二人篇」はそれに合わせたインフォマーシャルCMとなっている[14][15]。

##### 受賞歴
- 2011年3月9日、第40回フジサンケイグループ広告大賞 メディアミックスグランプリ受賞。

#### 夏季限定 walk with you
- 2011年6月4日より開始した2011年夏季限定のキャンペーン。名称はwalk with you 2011 SUMMER。
- 2012年6月20日より開始した2012年夏季限定のドコモthanksキャンペーン。本放送前に放映された告知CMも併せて記載する。
- 2011年 - 2012年、上記「walk with you」と並行して展開されている。
- 桑田佳祐もまた先代キャンペーンの渡辺謙らと同様に池松壮亮、木村文乃、山下リオが持つ「擬人化されたスマートフォン」を演じる。

| 放映時期      | 篇名                                | 出演者                       | 出演者 （ケータイ役） |
| ------------- | ----------------------------------- | ---------------------------- | --------------------- |
| 2011年6月4日  | 桑田さん登場 篇                     | 池松壮亮 白木あゆみ（写真）  | 桑田佳祐              |
| 2011年6月10日 | とある彼の夏 篇                     | 池松壮亮 白木あゆみ 秋本裕介 | 桑田佳祐              |
| 2011年6月24日 | とある彼女の夏 篇                   | 木村文乃                     | 桑田佳祐              |
| 2012年5月25日 | 桑田佳祐さん 篇                     | 桑田佳祐                     | 桑田佳祐              |
| 2012年5月25日 | ユニバーサル・スタジオ・ジャパン 篇 |                              |                       |
| 2012年6月20日 | とある留学生と、私。前篇            | 山下リオ 森崎ウィン          | 桑田佳祐              |
| 2012年7月16日 | とある留学生と、私。後篇            | 山下リオ 森崎ウィン          | 桑田佳祐              |

ラジオCM
- 彼の場合 篇 - 小川弦、金澤ゆかり、島岡安芸和（ナレーション）
- 彼女の場合 篇 - 種田梨沙、島岡安芸和（ナレーション）

補足
- 桑田佳祐は1992年のドコモ発足時のCM以来19年ぶりにドコモCMに出演する。（19年前はサザンオールスターズとして出演）
- 2011年のテーマソングは桑田佳祐の明日へのマーチが使用されている。
- 2012年のテーマソングは桑田佳祐の愛しい人へ捧ぐ歌が使用されている。
- NTTdocomoは営業開始20周年を記念して2012年6月20日から「ドコモthanksキャンペーン」を展開している。期間は2012年6月20日 - 8月31日。
- とある留学生と、私篇では山下リオは女子大生役、森崎ウィンはタイから来た留学生役を演じている。劇中でしゃべってコンシェル[16]、通訳電話サービス[17][18]が紹介されている。尚、通訳電話サービスは試験段階で運用は始まっていない。

#### Answer
2008年5月からのキャンペーン。同11月からは「アンサーハウス」と題したドラマ仕立てのシリーズも開始した。前述の通り堀北は引き続きドコモのCMに出演中。
- 山﨑努（アンサーハウスでは管理人役）
- 成海璃子（同じく、山崎の孫役）
- 松山ケンイチ（同じく、PRIMEルーム住人役）
- 堤真一（同じく、SMARTルーム住人役）
- 劇団ひとり（同じく、PROルーム住人役、シリーズ終了後も引き続き「ドコモワンタイム保険」のCM等に出演していた）

共演者
- おぎやはぎ：Answer「パケホーダイダブル」のCMで成海と共演。
- 鈴木史郎：アンサーハウス「iコンシェル」のCMに同システムから擬人化された執事役で出演。
- 永山絢斗：アンサーハウス「バイトはじめる」篇で堀北と共演。
- 田中好子：アンサーハウス「たいやき」篇に出演。成海の母親役。

#### DoCoMo2.0
括弧内はCMで使用していた機種
- 浅野忠信（N905iWhite）以前はKDDIのCMに出演
- 長瀬智也（TOKIO）（SH905iBlue）2016年5月よりドコモ版Galaxy S7 edgeのCMに出演。
- 妻夫木聡（P905iピンクゴールド）以前はKDDIのCMに出演。
- 瑛太（F905iホワイト）シリーズ終了後、富士通製ドコモ端末のCMに出演。
- 吹石一恵（SO905iレッド）
- 土屋アンナ（SO905iホワイト）シリーズ終了後、KDDIのCMに出演。
- 蒼井優（SH905iPink）シリーズ終了後、LG製ドコモ端末のCMに出演。
- 北川景子（D905iピンクゴールド）シリーズ終了後、ソニー・エリクソン製au端末のCMに出演。

#### その他のキャラクター
- ―休さん
- 細川たかし
- レイザーラモンRG
- 平野ノラ
- Perfume
- KAT-TUN：903iシリーズまではメインキャラクターだったが、「DoCoMo2.0」以降も企業イメージCMに出演していた。
- 星野真里：法人向け割引サービスのCMで堤真一と共演。
- 宮里藍：ドコモの国際ローミングサービスのイメージキャラクター。TVCMやラジオCMなどで国際サービスを宣伝。
- 黒木メイサ：ドコモの企画などを新聞広告などで宣伝。尚、2008年より東芝製au端末のCMに出演している。
- 貫地谷しほり：ドコモショップのTVCMシリーズに「ドコモショップ店員 ももこ」として出演。
- 西田尚美：ドコモショップのTVCMシリーズに「ドコモショップ先輩店員」として出演。
- 木村祐一：DoCoMo2.0「デコメール」（考えられへんぞ！！）篇、「サクサクダウンロード」篇、「2in1やねん」篇に出演。
- 加藤あい：広末涼子に代わるドコモの総合的なイメージキャラクター。TVCMやラジオCM、総合パンフレットなどで宣伝。2004年頃からは主に料金系の宣伝が多くなる。ちなみに、彼女は1998年のポケベル時代から2006年に至るまで約8年間ドコモのイメージキャラクターを務めていた。2006年10月31日をもって契約終了。
- 宇多田ヒカル：FOMAの初代イメージキャラクター。CM曲は「traveling」。
- 長谷川京子：900iシリーズからのイメージキャラクター。
- 坂口憲二：上記、長谷川と共演。
- 田村正和
- ブラザー・トム
- メグ・ライアン（2002年3月25日 ‐ [19]）
- 大倉孝二
- 織田裕二：かつてのドコモのイメージキャラクターだったが、降板後すぐIDO/DDIセルラーグループ（現au）のCMに出演。その後2009年は『アマルフィ 女神の報酬』の、2010年は『踊る大捜査線 THE MOVIE3』のキャンペーンの一環で、それぞれの主人公の役柄で再度ドコモCMに出演。
- サザンオールスターズ：1992年DoCoMoサービス開始時の初代イメージキャラクター。当時のキャッチコピーは『オギャーッと、ドコモ！』。子供（赤ちゃん）が生まれたのと掛けている。CM曲は「シュラバ★ラ★バンバ」。なおサザンは2008年夏よりauのCMに出演している。桑田は2011年夏より再びドコモのイメージキャラクターに起用された。
- Mr.Children：「Any」「HERO」が「NTT DoCoMo Group 10th Anniversry」キャンペーンCMソングとして、「くるみ」「PADDLE」がCMソングとしてタイアップしていた。
- aiko・朝青龍・オセロ・劇団ひとり・武豊・津川雅彦・宮崎あおい：番号ポータビリティ向けのTVCMシリーズ「だから私はドコモです」で宣伝（2006年10月から）。また、劇団ひとり・オセロは、TVCM「なるほドコモ」篇でも宣伝していた。尚、劇団ひとりは2008年11月より開始した「アンサーハウス」シリーズで再びドコモのCMに出演している。オセロは以前ドコモ関西でシティオCMキャラクターでもあった。
- 嵐（NTTドコモ「dヒッツ」曲のみ）

- 伊武雅刀・毒蝮三太夫・古谷徹・池田秀一・小山茉美・濱田マリ：番号ポータビリティ向けのラジオCMシリーズで宣伝していた（2006年10月から）。尚、濱田はこのCM出演前はauのCMでナレーションを担当していた。古谷は星飛雄馬役でauのCMに出演。
- 桜塚やっくん：「プッシュトーク☆キラキラ大作戦」のイメージキャラクターとして、パンフレットやホームページ上などで宣伝していた。
- 波瑠・岡田将生：TVCMドコモ春のキャンペーン（2007年）「桜の約束」篇に出演していた。
- トリノオリンピックへ向けた選手強化キャンペーンの特別CMとしてスノーボード・今井メロ、成田童夢兄妹を起用したバージョンが放映されていた。
- ピッ!とガールズ（佐藤めぐみ・上野なつひ・塩山みさこ）：OL三人娘が、日常生活の中でふと出会うおサイフケータイの便利さを訴求する。なお、「ピッ！」はFeliCaを各種リーダーにかざした時の決済音。（2004年 - 2005年）
- 三原康可：CM「アンサーハウス登場篇」で松山ケンイチと共演。
- ブルース・ウィリス
- 鈴木京香
- 安藤政信
- 稲森いずみ
- 橋本くるみ：キッズケータイ みんなのお守り篇（2006年）
- 加瀬亮：「GO！GO！テレ電ズ」シリーズ （2004年）
- 市原隼人：ドコモ動画「BeeTVインフォマーシャル」篇に出演。
- 西山茉希：「マックでiD」キャンペーンCMに出演。
- 西野カナ：2010年の「START docomo キャンペーン」のイメージキャラクター。
- 爆笑問題：『あしたにつながるケータイへ』シリーズのCMに出演。
- 2CELLOS：『ドコモのツートップ』（ドコモ スマートフォン）
- AKB48(前田敦子・大島優子・高橋みなみ・渡辺麻友・篠田麻里子・小嶋陽菜・柏木由紀・指原莉乃・峯岸みなみ・横山由依)：2012年の「応援学割」のCMに出演。6年前と現在の前田敦子が共演している。因みに同じAKB48メンバーの板野友美は同時期にイー・モバイルCMキャラクターを務めている。またKDDIのLISMO Channel出演経験があるメンバーがいる。さらに前田は卒業後の2013年からソフトバンクモバイルCMキャラクター。
- 中井貴一：「Xiトーク24」のCMに出演。また前述の坂口憲二と同じくドコモ提供『夢の扉+』のナレーションも務めている。
- 広末涼子：かつてドコモ黎明期の総合的なイメージキャラクターで（契約期間：1996年～2001年）、ポケベル（現クイックキャスト）やiモードなどのTVCMなどに出演していたが、2012年2月「dマーケットVIDEOストア powered by BeeTV」のCMキャラクターとして、約11年ぶりにドコモのCMに出演。
- 「しゃべってコンシェル」のCMに出演
  - 山口智子
  - 仲里依紗
  - 加瀬亮
  - 初音映莉子
  - 神木隆之介[注 17]
  - 志茂田景樹：神木と共演
- データ通信「ドコモ for PC」のCMに出演
  - 鉄人28号
  - 夕輝壽太（金田正太郎役）

### 地域限定イメージキャラクター
- NTTドコモ北海道
  - 安西ひろこ
  - TEAM NACS（2007年4月 - ）
- NTTドコモ東北
  - 加藤夏希
  - 宮崎あおい（2001年 - ）
- NTTドコモ北陸
  - 大沢あかね - 後にauのCMに出演。
  - 松井秀喜
- NTTドコモ東海
  - 篠原ともえ（1998年 - 2000年）
  - 上原多香子（2000年 - 2003年）
  - 上戸彩（2003年 - 2004年) - 後にソフトバンクモバイルのCMに出演。
  - 柳沢なな（2004年）
  - 西山茉希（2006年）
  - 長州小力（2006年 - 2007年）
  - 木佐彩子（2007年 - 2008年）
  - 北乃きい（2007年 - 2008年）
  - ドコモン（静岡支社のみ）
- NTTドコモ関西
  - 赤井英和
  - オセロ - シティオの宣伝キャラクター
  - 鳥羽潤
  - 本上まなみ
  - 岡本綾
  - 窪塚洋介
  - 深田恭子
  - 米倉涼子
  - 堂本光一
  - 堂本剛
  - 片瀬那奈
  - トータス松本 - 後にDDIポケットのCMに出演。
- NTTドコモ中国
  - 江口洋介 - 後に全国統一後のドコモのCMに出演。
  - 三宅裕司
  - 井川遥 - 後にauのCMに出演。
- NTTドコモ四国
  - 高橋英樹
  - 吉沢悠
- NTTドコモ九州
  - 田中麗奈
  - 陣内孝則
  - きたろう
  - 上原まゆみ
  - 稲村浩幸
  - 清水由貴子
  - ティンクティンク（沖縄支社のみ）

### NTTドコモ向け各端末メーカーキャラクター
三菱電機製端末キャラクター
- hitomi（D503iS・D504i・D251i） - 後に東芝のau向け端末「A5504T」のCMに出演。
- デーモン閣下（D211i）
- 金城武（D505i・D505iS）
- Crystal Kay（Music PORTER）
- 大沢啓二（らくらくホンシンプル）

富士通製端末キャラクター
- EXILE（ARROWS Tab LTE F-01DからARROWS NX F-06EまでのARROWSシリーズ総合イメージキャラクター。ちなみに、機種単体のCMにEXILE本人が出演していたのはARROWS X F-10DからARROWS NX F-06Eまで。）
- 高良健吾（ARROWS Tab LTE F-01D・ARROWS Kiss F-03D・ARROWS X LTE F-05D・ARROWS μ F-07D・ARROWS X F-10D・REGZA Phone T-02D(F-07D以降はいずれもカタログのみ)）
- 舟山久美子（F-04C・F-03D Girls'）
- 藤麻理亜・古畑星夏（F-06D Girls'）
- 瑛太（F-08A・F-09A・F-01B・F-02B・F-03B・F-06B・F-07B・F-01C・F-03C）
- 木村拓哉(SMAP)（F903i・F703i・F904i・F704i・F905i・F705i・F906i・F706i・F-01A・F-03A） - 後にSMAP全体としてソフトバンクモバイルのCMに出演。
- 世界のナベアツ（F906i）
- オダギリジョー（F902i・F902iS）
- ミムラ（F505iGPS・F506i・F900i・F900iC・F700i・F700iS・F901iC・F901iS）
- ラモス瑠偉（FOMAらくらくホン） - 後にソフトバンクモバイルのCM（白戸家シリーズ）に出演。
- 假屋崎省吾（FOMAらくらくホンIII）
- 草刈正雄（らくらくホンプレミアム）
- 下宮里穂子（らくらくホンV）
  - 富士通製らくらくホン出演者は全員大竹しのぶと共演。

パナソニック モバイルコミュニケーションズ製端末キャラクター
- 平山浩行（ELUGA P P-03E）
- 小松菜奈（P-07C・LUMIX Phone P-02D）
- 水嶋ヒロ（P-07A・P-01B・P-02B・P-03B・P-04B）
- 美波（P-02A・P-08A・P-10A）
- 栗山千明（P901iS・P902i・P902iS・P903i・P904i）

NEC／NECカシオ モバイルコミュニケーションズ製端末キャラクター
- 永岡卓也（MEDIAS TAB N-06D）
- 長谷川潤（MEDIASシリーズ(MEDIAS WP N-06C・MEDIAS PP N-01D(カタログのみ)・MEDIAS ES N-05D・MEDIAS X N-07D）
- 玉木宏（N705iμ・N906i・N906iμ・N706i・N-01A・N-04A・N-06A・N-01B・N-02B・N-03B・N-04B・N-05B・N-07B・N-02C）
- 土田晃之（N-04B・N-05B・N-07B・N-02C）
- 『天才バカボン』のキャラクター（N-06B）
- 橋本麗香（N906iμ・N906i・N-02A） - かつてカシオ計算機のau向け端末「A5403CA」のCMに出演していた。
- 小西真奈美（N706ie）
- RINA（N-01B）
- 熊沢千絵（N-08A）
- 土屋アンナ（N902iS） - 後にDoCoMo 2.0のCMに出演。
- 上原多香子（N902i）
- イ・ビョンホン（N901iS）
- 麗菜（N702iS）
- YUKI（N904i・N905i・N905iμ） - かつてソニー・エリクソン・モバイルコミュニケーションズ（現・ソニーモバイルコミュニケーションズ）のau向け端末「W31S」のCMに出演していた。
- ほなみ（N903i）
- Nanami（N706i）
- 平原綾香（N506i）

ソニー・エリクソン・モバイルコミュニケーションズ製端末キャラクター
- ダフト・パンク（premini）
- 竹内結子（SO903i）
- 押切もえ（SO702i・SO703i・SO704i）
- 堀内葉子（SO702i）
- 西山茉希（SO905iCS・SO705i・SO906i・SO706i）
- BRADBERRY ORCHESTRA（Xperia(曲提供のみ)・Xperia arc(出演も兼ねる)）

モトローラ製端末キャラクター
- デビッド・ベッカム（M702iS） - かつてJ-PHONE及びボーダフォンのCMに出演していた。後にサムスン電子の同キャリア向け端末「GALAXY S III SC-06D」のCMに出演。
- マリア・シャラポワ（M1000）

シャープ製端末キャラクター
- 松島花（SH906i）
- 桐谷美玲[注 18]・波瑠・有末麻祐子（SH-05B）
- 福田沙紀（LYNX 3D）

LGエレクトロニクス製端末キャラクター
- 平井堅（L705iX）
- 映画『地球が静止する日』とのタイアップ（L-01A）
- 蒼井優（L-04A・L-06A・L-07A・L-01B・L-02B） - かつてDoCoMo 2.0のCMに出演していた。
- 温水洋一（L-04A） - かつてauのCM（劇団なかまシリーズ）に出演していた。
- ゴルゴ13（L-06A）
- ベティ・ブープ（L-02B）
- ドラマ『アイリス』とのタイアップ（L-01B）
- KARA（Optimus bright）
- 向井理（LG Optimusシリーズ(Optimus it L-05D・Optimus Vu・Optimus G Pro（カタログのみ）・Optimus it L-05E)）

東芝製端末キャラクター
- 中田英寿（T-01A） - かつてJ-PHONEのCMに出演していた。

サムスン電子製端末キャラクター
- 坂本龍一（SC-01B） - 同社のソフトバンクモバイル向け端末のCMにも出演していた。
- デビッド・ベッカム（GALAXY S III） - ロンドンオリンピック開催中に期間限定でグローバルイメージキャラクターとして起用されていた。
- 長瀬智也 (Galaxy S7 Edge)
- 山﨑賢人

ファーウェイ製端末キャラクター
- 水原希子（Ascend HW-01E）

### 番外編
- ドコモ分社化前、アナログのムーバがサービスを開始する時のイメージキャラクターは、ブルース・ウィリスだった。
- イメージキャラクターではないが、ニッポン放送の番組「知ってる?24時。」にプログラムサポーターとしてNTTドコモの社員が番組開始当初から番組のサポーター会議室のコーナー・水曜日にパーソナリティとともに出演していた。
  - その後「知ってる?24時。」の後番組「ミューコミ」でもサポーターズパーティーとして唯一交代がないスポンサーである。